# Strnad černohlavý
Strnad černohlavý (Emberiza melanocephala) je středně velký druh pěvce z čeledi strnadovitých. Samec má na hlavě nápadnou černou kápi, jinak je svrchu červenohnědý, bez proužkování. Samice je velmi obtížně odlišitelná od samice strnada hnědohlavého, shora matně světle hnědá, zespodu žlutobílá, s hnědým kostřecem. Temeno je občas tmavě čárkované. Hnízdí v otevřené suché krajině s keři. Výjimečně zalétl také do České republiky, kde byl dosud zjištěn třikrát – mezi roky 1832–1871 byl samec střelen na Českobudějovicku, v květnu 1979 chycen samec u Horní Libchavy (okres Česká Lípa) a v červnu 1994 kroužkován opět samec u České Lípy.

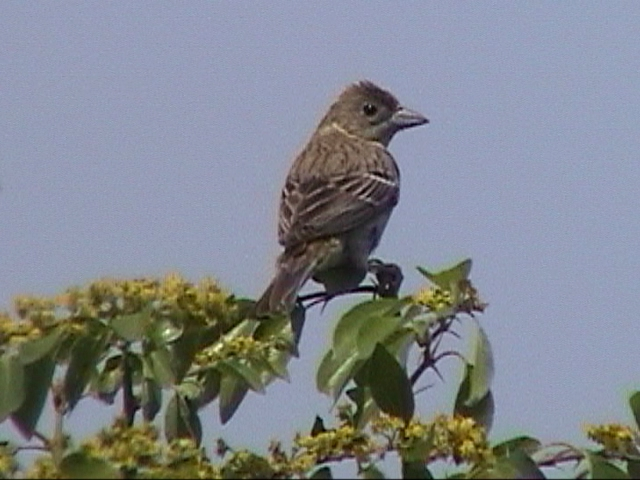
Samice strnada černohlavého
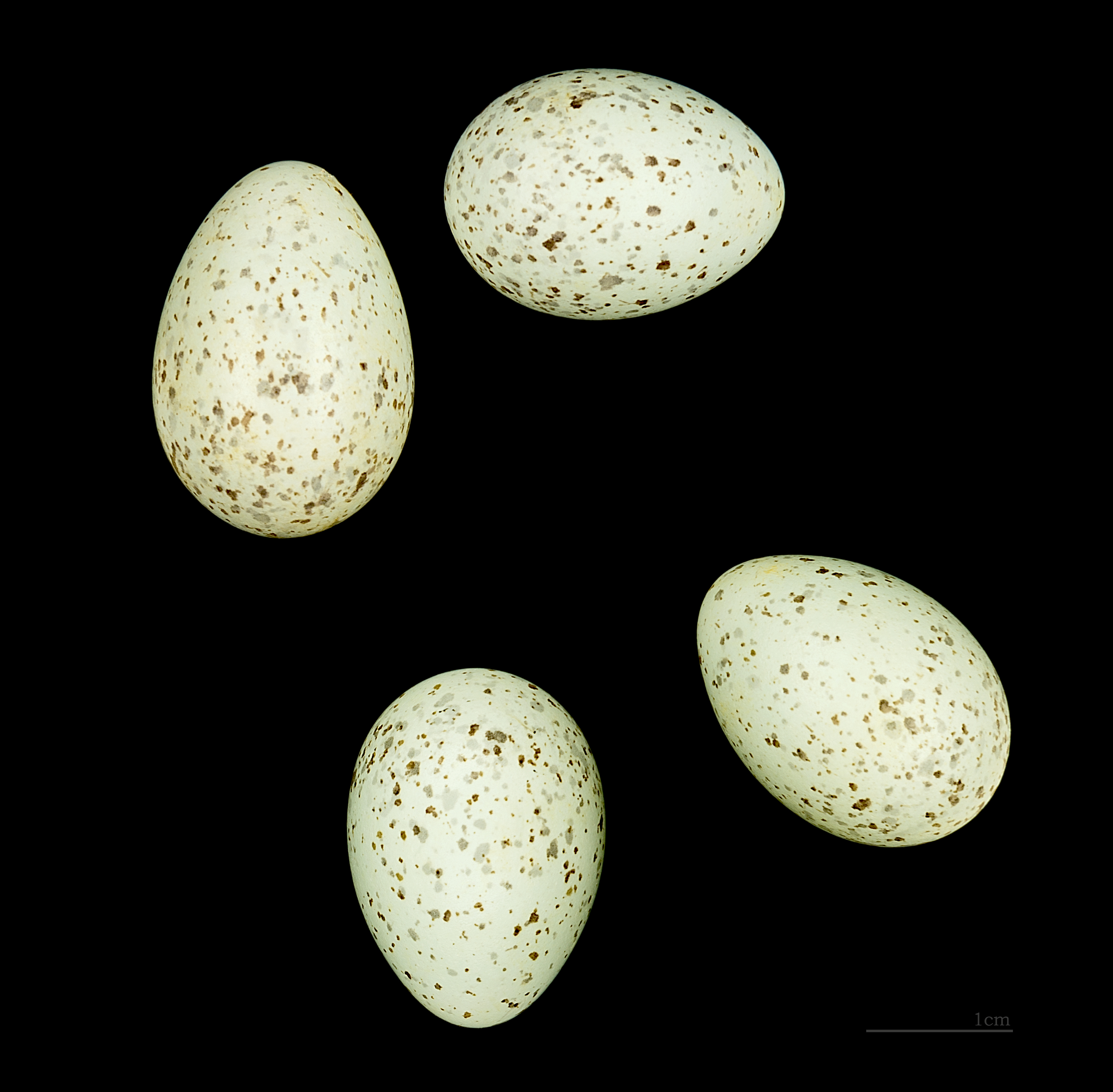
Vejce strnada černohlavého (Emberiza melanocephala)